# Gens Licinia
La Gens Licinia, o Licinii, è stata una famosa gens plebea dell'Antica Roma.
Un membro della gens Licinia fu Gaio Licinio Stolone, che aiutò le gentes di origine plebea a ottenere il diritto di poter concorrere per il ruolo di console. I Licinii divennero una delle più illustri gentes negli ultimi tempi della Repubblica, guidati da due rami, i Licinii Crassi e i Licinii Luculli.

## Origini
L'origine della gens è incerta. Un'iscrizione bilingue latina-etrusca, pubblicata da Luigi Lanzi (Saggio di Lingua Etrusca. vol. ii. p. 342, Roma 1789), dimostra come il nome etrusco Lecne, che è frequente nei monumenti sepolcrali etruschi, corrisponda a quello di Liciniuss, contribuendo così a legittimare la teoria secondo la quale la famiglia sarebbe stata di origine etrusca. Questa ipotesi è corroborata dal fatto che sotto il consolato di Licinio Calvo, 364 a.C., gli atleti etruschi parteciparono ai giochi pubblici di Roma.

## Membri illustri della gens
- Publio Licinio Calvo Esquilino, primo plebeo a diventare tribuno consolare, nel 400 a.C.;
- Gaio Licinio Varo, console nel 236 a.C.;
- Publio Licinio Crasso Divite, console nel 205 a.C.;
- Lucio Licinio Lucullo, console nel 73 a.C.;
- Marco Licinio Crasso, triumviro e console nel 70 a.C. e nel 55 a.C.;
- Marco Licinio Crasso, console nel 30 a.C.;
- Gaio Licinio Muciano, console imperiale nel 65, 70 e 72.

## Imperatori romani
- Publio Licinio Valeriano, imperatore dal 253 al 260.
- Publio Licinio Egnazio Gallieno, imperatore dal 253 al 268.